# Ruch Młodej Polski
Ruch Młodej Polski (deutsch: Bewegung des Jungen Polens) war eine polnische oppositionelle antikommunistische Jugendorganisation, die im Juli 1979 in Danzig aus dem Zespół Inicjatywy Obywatelskiej (deutsch: Bürgerinitiativgruppe) hervorgegangen ist. Überwiegend entstammen der Mitglieder dem Umfeld des Studentenpriesters Ludwik Wiśniewski und waren auch in der Bewegung zur Verteidigung der Menschen- und Bürgerrechte (ROPCiO) aktiv.
Gründungsmitglieder des Ruch Młodej Polski waren unter anderem Aleksander Hall, Marek Jurek, Arkadiusz Rybicki sowie Jacek Bartyzel.
Ziel der Organisation war der Schutz der Menschen- und Bürgerrechte, wie auch der Kampf für nationale polnische Interessen und polnische Kultur. Der Ruch Młodej Polski war vor allem in Danzig, Posen, Łódź, Warschau, Lublin, Stettin und Krakau aktiv und wurde 1989/1990 aufgelöst, nachdem sich die Mitglieder zum Eintritt in die neu gegründeten Parteien wie Christlich-Nationale Vereinigung (ZChN), Demokratische Union (UD) oder Forum der Demokratischen Rechten entschieden hatten.
Der Anführer des RMP war Aleksander Hall. In das Umfeld des Ruch Młodej Polski gehörten auch die Zeitschriften Bratniak (1977–1981) und Polityka Polska (1982–1991).